# 반성중학교
반성중학교(班城中學校)는 대한민국 경상남도 진주시 사봉면 무촌리에 있는 공립 중학교이다.

## 학교 연혁
- 1952년 3월 11일 : 반성중학교 설립 인가(6학급)
- 1952년 5월 12일 : 반성중학교 개교
- 1999년 9월 1일 : 이반성 중학교와 통합
- 2023년 2월 8일 : 제71회 졸업식(졸업생 28명) (총 졸업생수 13,900명)
- 2023년 3월 1일 : 제31대 홍인택 교장 취임
- 2023년 3월 2일 : 2023학년도 신입생 입학(24명)

## 참고 자료
- 반성중학교 - 한국교육학술정보원 학교알리미